# Tetrapogon villosus
Tetrapogon villosus är en gräsart som beskrevs av René Louiche Desfontaines. Tetrapogon villosus ingår i släktet Tetrapogon och familjen gräs. Inga underarter finns listade i Catalogue of Life.